# Борона

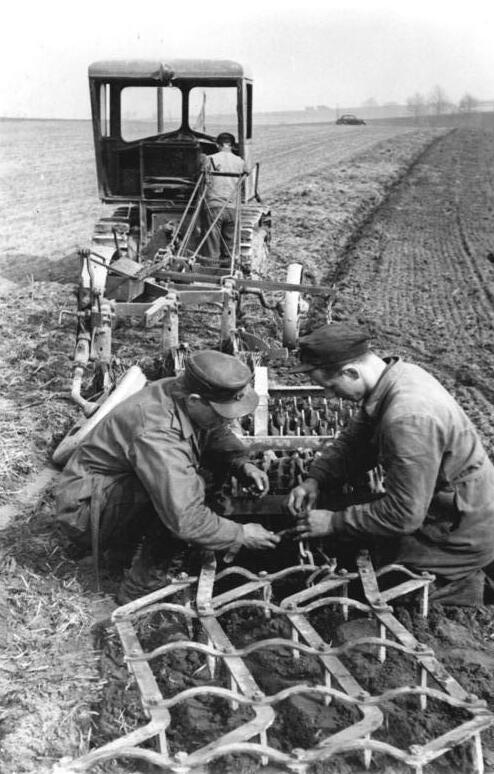
Зубовая борона агрегатированная, в связке с трёхкорпусным плугом и борончатым катком, с гусеничным трактором. ГДР, середина XX века

Борона́ — сельскохозяйственное орудие для поверхностной обработки почвы. Может использоваться как отдельно: например, агрегатироваться с тракторами на сцепках, так и совместно: с плугами, сеялками, культиваторами или другими сельхоз орудиями.
Боронование предохраняет почву от высыхания; выравнивает её поверхность; разрушает почвенную корку, уничтожает сорняки. Боронование может проводиться боронами и вращающимися мотыгами.
Боронование применяется при ломании всходов.

## История
Древнейшей бороной была борона-суковатка в виде связанных половин недлинных еловых брёвен с длинными сучками. Она применялась при подсечно-огневой системе земледелия с ручной обработкой земли. Ранее на Руси конные грабли назывались бороной.
С точки зрения лысенковщины, борона являлась вредным орудием, а боронование приносило вред.

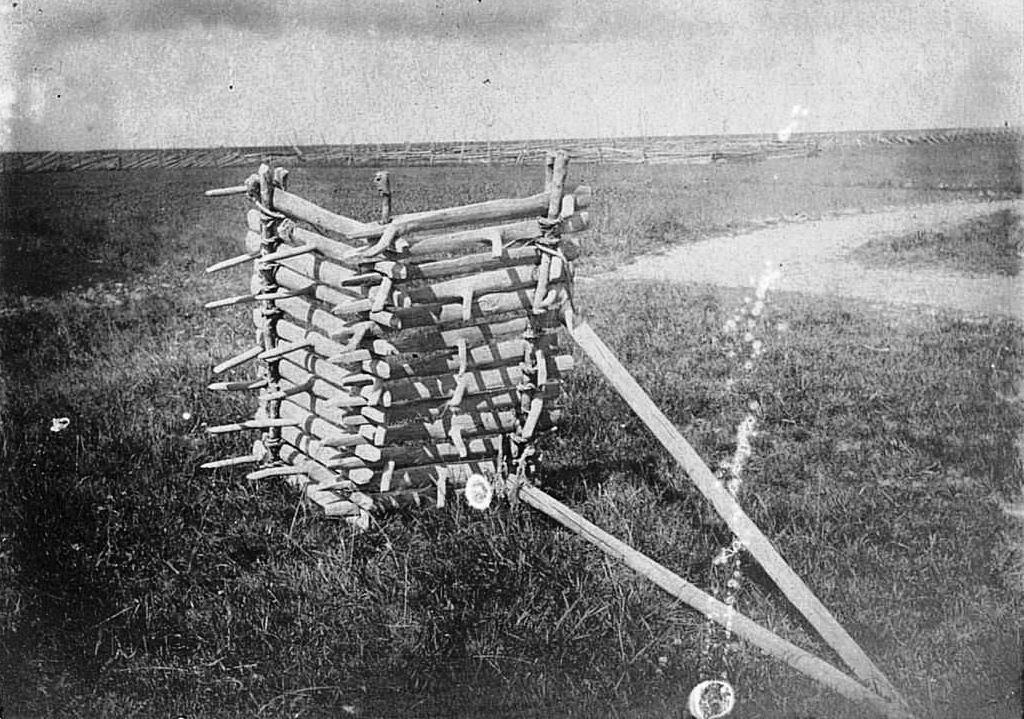
Деревянная складная борона. Олонецкая губерния, 1899 год
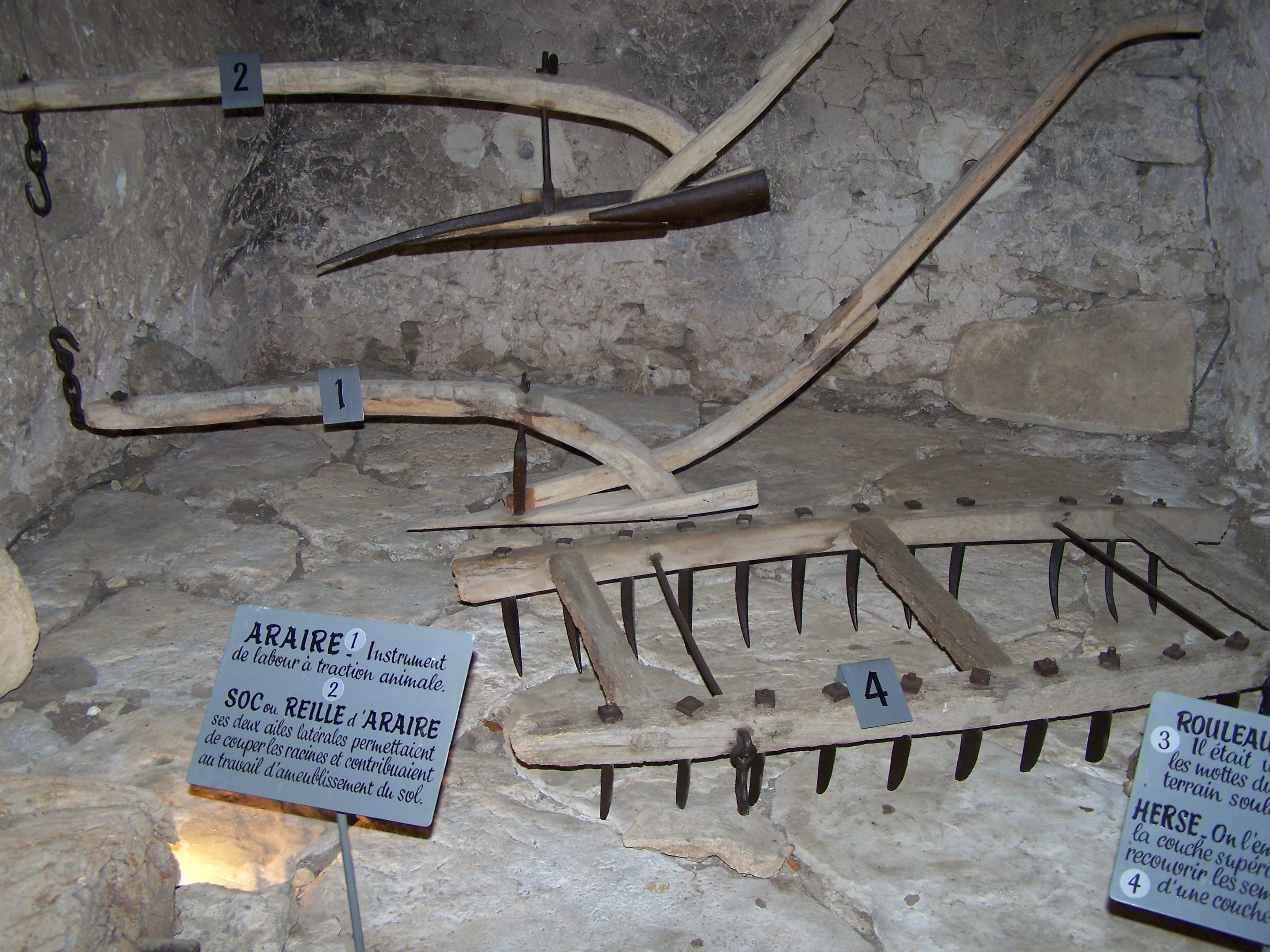
Сохи и деревянная борона с железными зубьями, Деревня бори
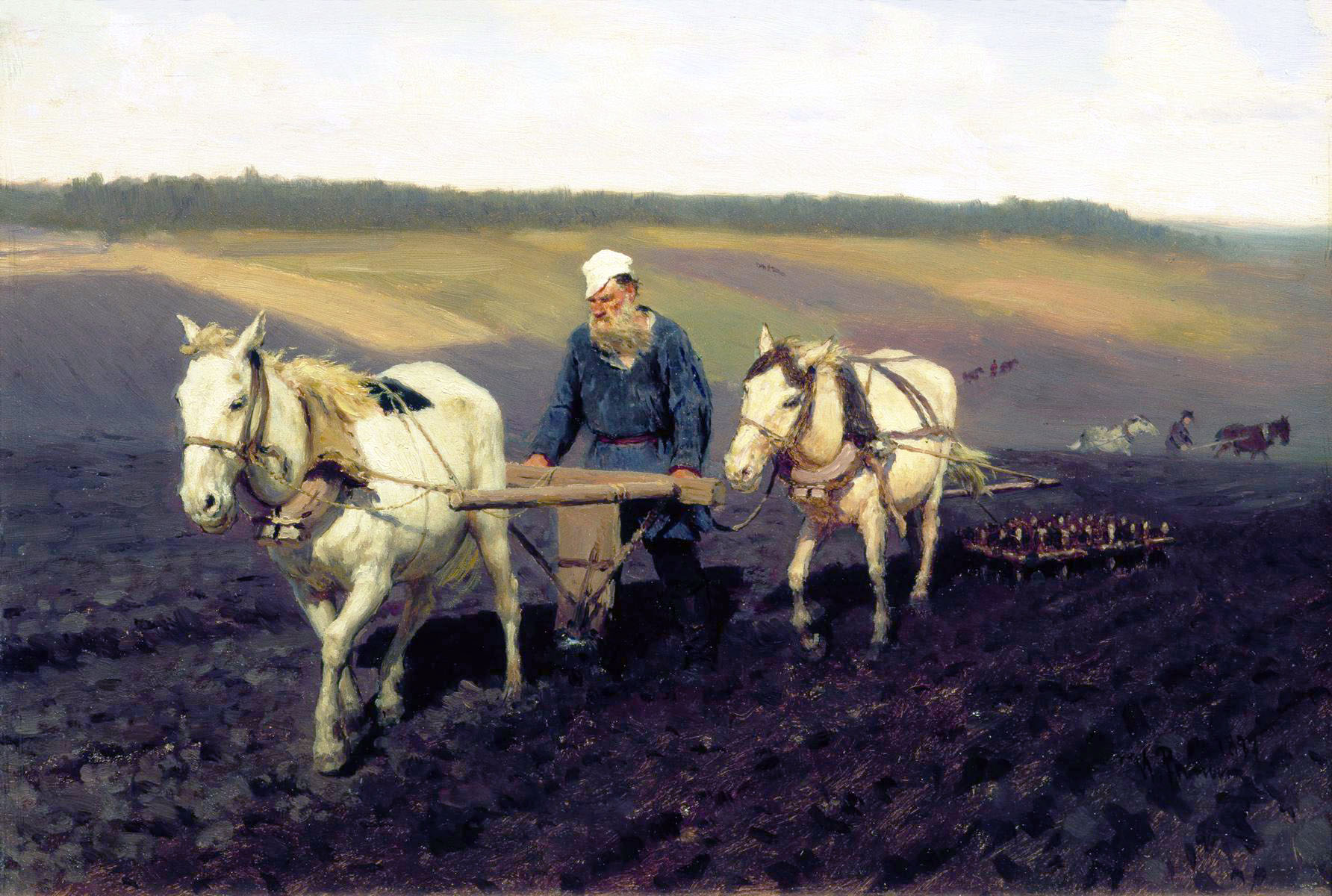
Боронование при вспашке второй лошадью, конец XIX века (Л.Н.Толстой изображён И.Е.Репиным)
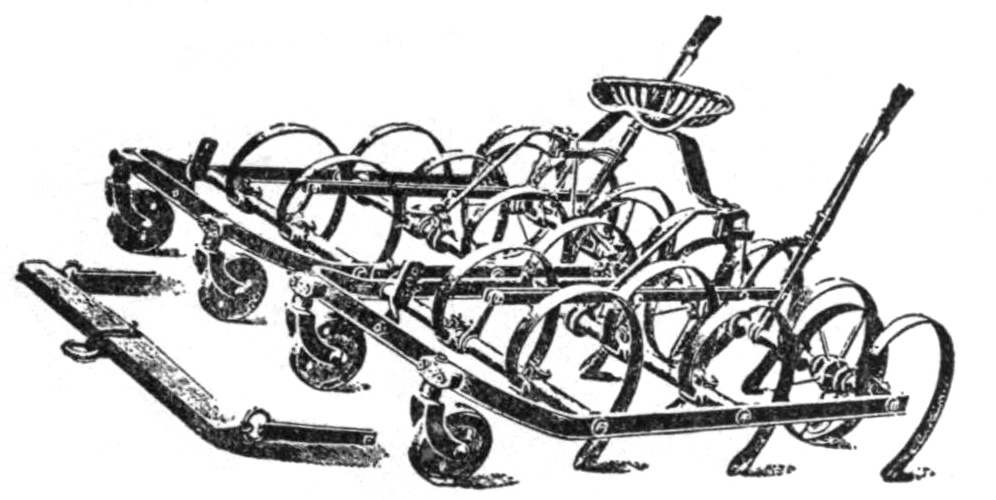
Конная борона с пружинящими зубьями рубежа XIX-XX вв.
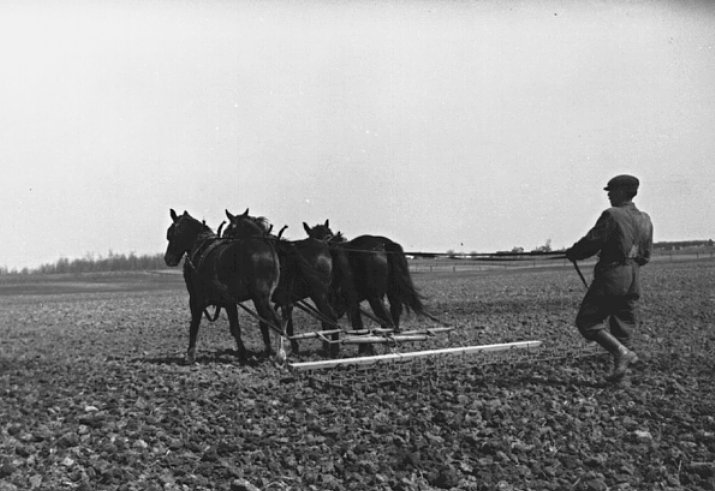
Боронование зубовой бороной. Канада, 1922 год
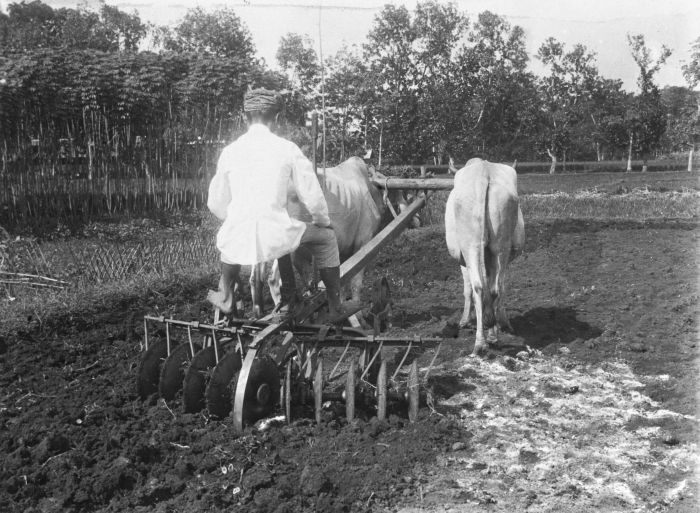
Дисковая упряжная борона. Индонезия, первая половина XX века
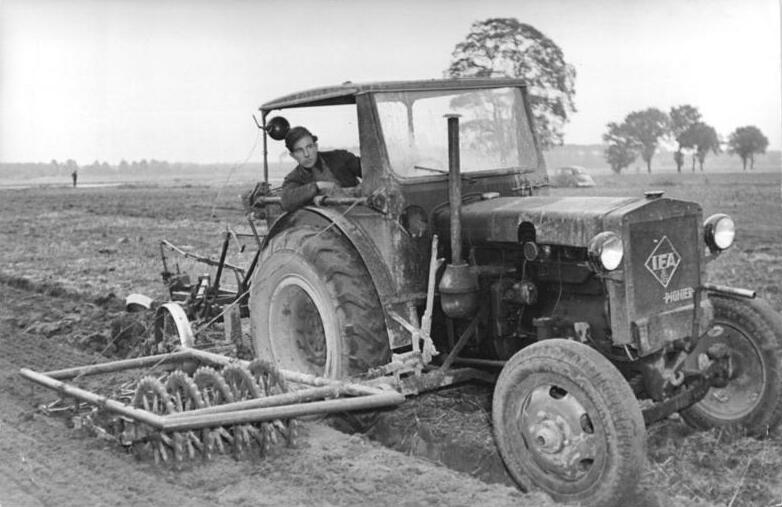
Борона с катком прикреплённая сбоку от трактора. ГДР, середина XX века

## Разновидности борон

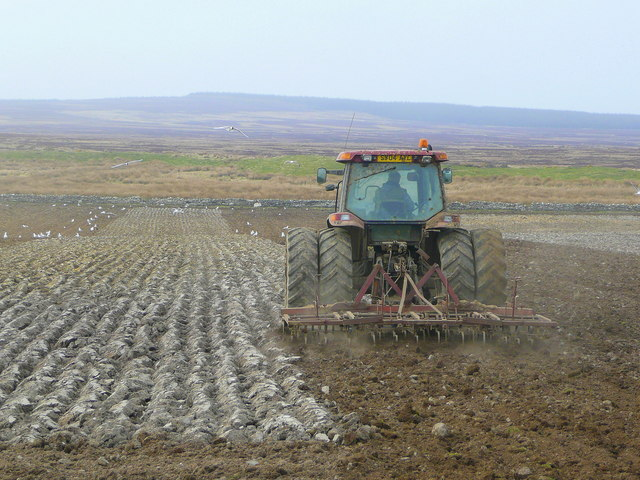
Вспаханная пашня и после боронования зубовой пружинчатой бороной

Бороны подразделяют на зубовые, дисковые и роторные, по устройству рабочих органов они делятся на зубовые, пружинные и дисковые, а также на бороны общего и специального назначения. В зависимости от массы, приходящейся на один зуб или диск, на тяжёлые, средние, лёгкие.

### Зубовая борона
Зубовые бороны имеют рабочие органы в виде зубьев различной формы (квадратные, круглые, ножевые и другие) Зубья могут быть соединены с рамой жёстко, шарнирно или через пружинную стойку. Существуют конструкции зубовых борон с подвижными рамами (колеблющимися или вращающимися).
Подразделяются на
- бороны общего назначения
- специальные (шлейф-бороны, сетчатые, проволочные, ножевые вращающиеся, шарнирные).

#### Сетчатая борона
Секция сетчатой бороны составлена из рамки к которой цепями прикреплено сетчатое полотно. Звенья полотна — это круглые стальные прутки с тупыми концами — зубьями.
Сетчатые бороны предназначены для рыхления верхнего слоя почвы и уничтожения сорняков на посевах в период появления всходов, для боронования гребневых посадок картофеля.

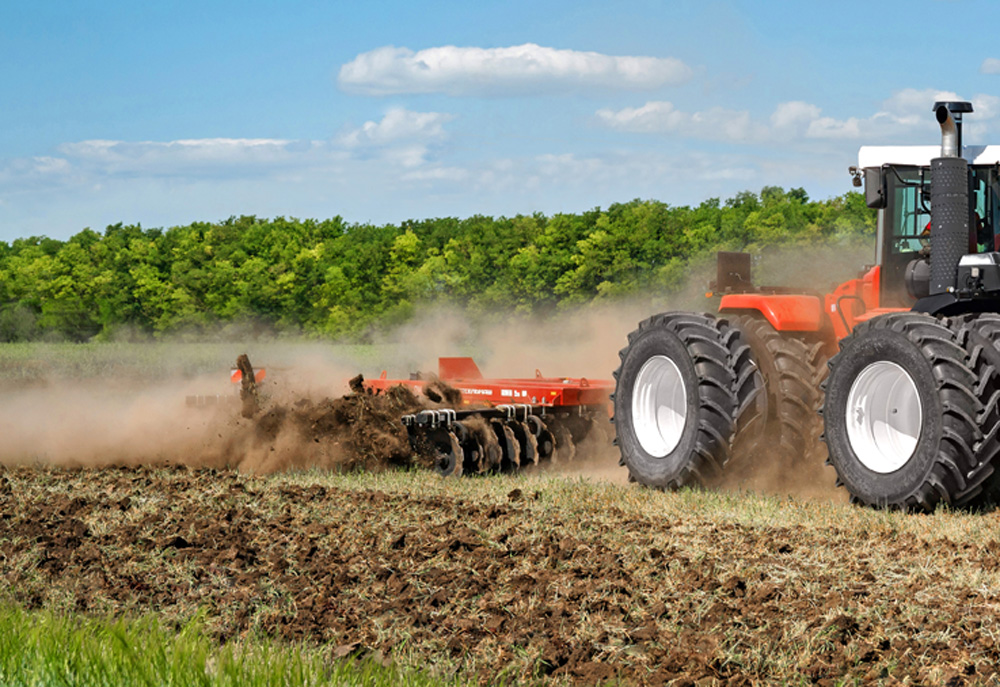
Дисковая борона Ростсельмаш DX-850 на обработке почвы

### Цепная борона
Во время движения по полю бороны, зубья цепи после проникновения в поверхностный слой почвы, организуют вращающий момент по отношению в оси цепи. Зубья на каждом звене цепи по очереди занимаются взрыхлением поверхности почвы. Этот эффект может быть усилен за счет угла между поперечной осью бороны и осью цепи.
Благодаря качению цепи на поверхности почвы значительно снижается тяговое усилие спецтехники. Этот момент позволяет работать на относительно высоких скоростях.
Широко используется при минимальной обработке почвы (Mini-till) и для работы на полях с большими растительными остатками, на которых зубовые бороны забиваются.

### Дисковая борона
Рабочими органами дисковых борон (дискаторов) являются гладкие или с вырезами диски, собранные в ряд. Бороны имеют различие в количестве рядов (1-2-3-4 рядные) дисков и креплении дисков на стойках (легкие бороны) или эластомерах (тяжелые бороны). Во время движения диски вращаются под углом к основанию почвы и разрезают пласты, рыхлят её и перемешивают.
Дисковые бороны применяются для закрытия влаги, выравнивания поля, борьбы с сорняками, лущения стерни после уборки сельскохозяйственных культур, предпосевной обработки зяби.
Специальные болотные и садовые бороны применяются для борьбы с сорняками и обработки междурядий. Рабочие органы садовых дисковых борон оснащаются специальными устройствами для их отвода от стволов деревьев.
Дисковые бороны также используются для дискования.

### Игольчатая борона

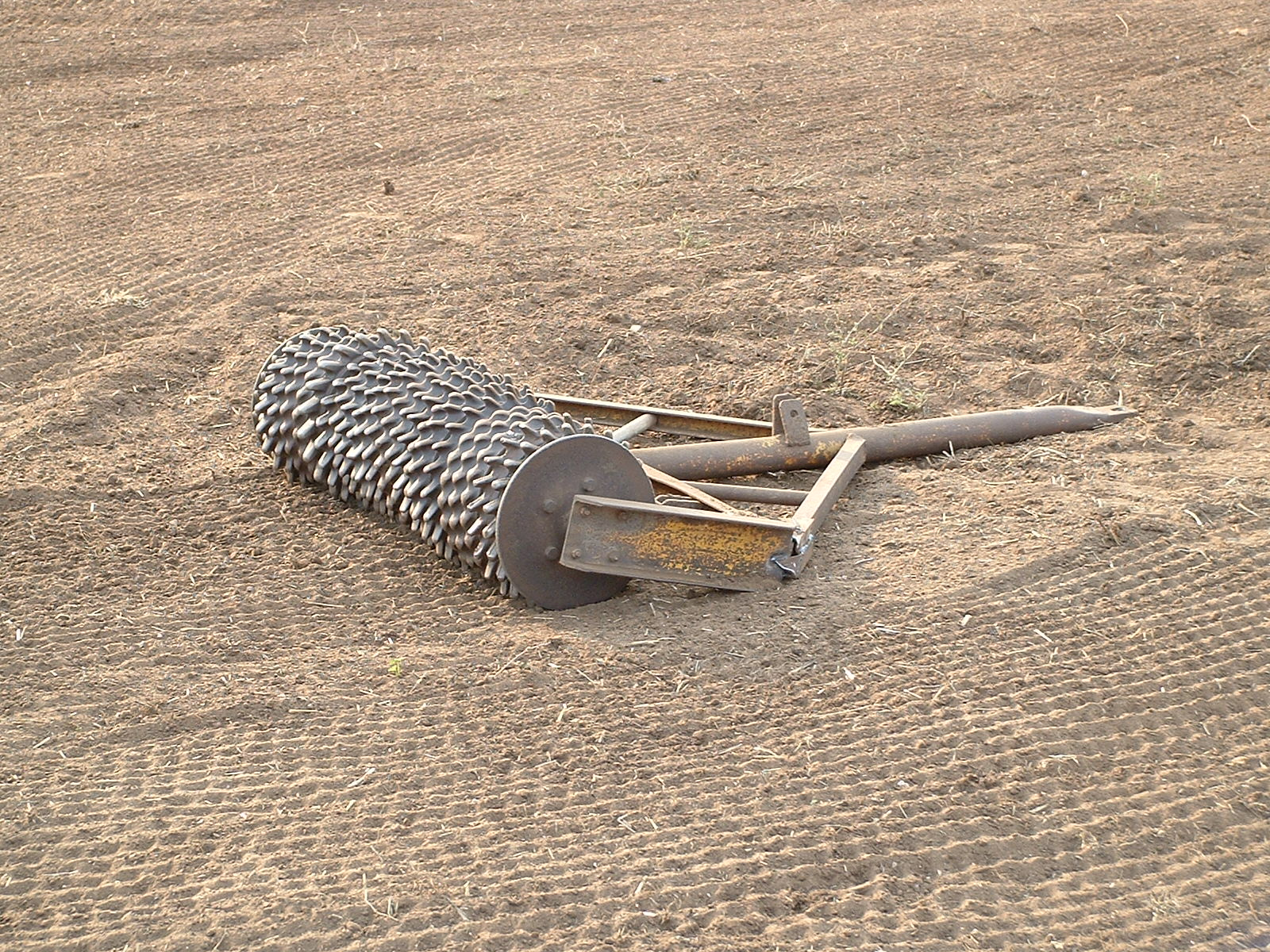
Игольчатая борона

Борона в комплектации с игольчатыми дисками предназначена для раннего весеннего закрытия почвенной влаги по стерне, заделки семян сорняков и падалицы культурных растений без значительного нарушения почвы, сглаживания неровностей микрорельефа от предшествующей обработки, а также может дополнительно использоваться на бороновании озимых культур, многолетних трав и кукурузы.

## Борона в геральдике
Борона изображается также в геральдике, к примеру, на гербе муниципалитета Окроухла в Южно-Моравском крае.